# 2024年夏季奥林匹克运动会索马里代表团
2024年夏季奥林匹克运动会索马里代表团是索马里所派出的2024年夏季奥林匹克运动会代表团，该代表团在该届奥运派出一名选手参赛。

## 田径
索马里有一名田径运动员获外卡邀请，得以参加奥运。
注
- 径赛运动员的预赛、第一轮、复活赛和半决赛排名是该运动员所在小组的排名，而非总排名
- 田赛以及全能项目田赛部分的所有成绩均以（m）为单位
- Q = 直接晋级至下一轮
- q = 径赛：因在所有未直接晋级选手中成绩靠前而获得剩下的晋级名额；田赛：未达到晋级标准成绩但总排名靠前
- R = 进入复活赛

径赛和公路赛
| 运动员          | 项目        | 第一轮  | 第一轮 | 复活赛 | 复活赛 | 半决赛 | 半决赛 | 决赛   | 决赛   |
| 运动员          | 项目        | 成绩    | 排名   | 成绩   | 排名   | 成绩   | 排名   | 成绩   | 排名   |
| --------------- | ----------- | ------- | ------ | ------ | ------ | ------ | ------ | ------ | ------ |
| Ali Idow Hassan | 男子800公尺 | 1:48.72 | 8 R    | DNS    | DNS    | 未晋级 | 未晋级 | 未晋级 | 未晋级 |